# سیکلید پری
سیکلید پری (نام علمی: Neolamprologus brichardi)، گونه‌ای از سیکلیدهای بومی آب‌های قلیایی دریاچه تانگانیکا در شرق آفریقا است. این سیکلید یک ماهی آکواریومی بسیار محبوب و پرطرفدار در میان آکواریوم باز هاست، با نام‌های رایج مختلفی همچون سیکلید پرنسس، پرنسس بوروندی، سیکلید لیریتایل و لامپرولوگ بریچارد شناخته می‌شود. علاوه بر این، این گونه در میان زیست‌شناسان موضوع مطالعات متعددی در زمینه رفتار ماهی است. ارتباط نزدیکی با گونه N. pulcher بومی نیمه جنوبی دریاچه تانگانیکا دارد.

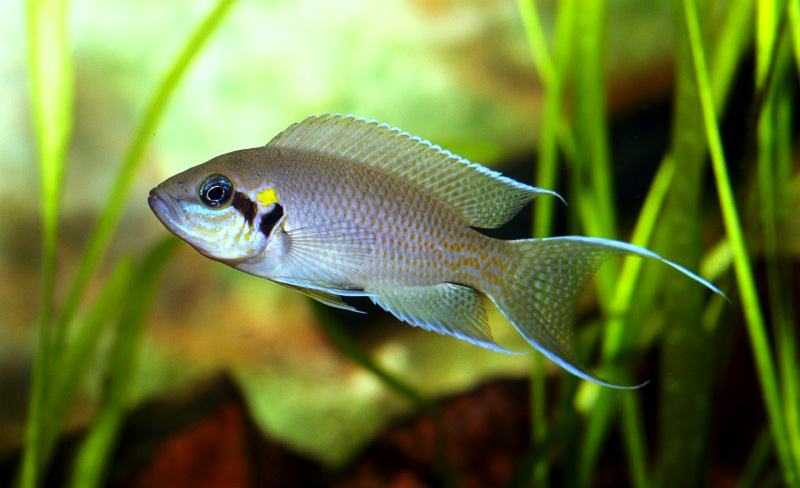

## واژه‌شناسی
این ماهی به افتخار پیر بریچارد (۱۹۲۱–۱۹۹۰)، صادرکننده ماهی آکواریومی مستقر در نزدیکی دریاچه تانگانیکا نام‌گذاری شده است.